# Protestni glas
Protestni glas (također znan kao prazni glas ili bijeli glas), glas dan na izborima radi iskazivanja glasačkog nezadovoljstva izborom kandidata ili odbijanja trenutačna političkog sustava. U potonjem slučaju protestni glas može poprimiti oblik valjana glasa, no umjesto glasanja za kandidate glavne struje, to je glas u korist manjinskog ili rubnog kandidata koji je ili s krajnje ljevice ili krajnje desnice ili se samopredstavlja kao kandidat stran određenom političkom sustavu.
Osim apstinencija, koja je jednostavno čin neglasanja, protestni se glas često smatra jasnijim znakom manjka popularnog legitimiteta i korijenâ predstavničke demokracije jer deprimirani odaziv birača ugrožava vjerodostojnost čitava glasačkog sustava. Ako protestni glas poprimi oblik prazna glasa, on može biti pribrojen završnim rezultatima ovisno o izbornim pravilima. Stoga on može rezultirati poništenim glasom (što je najčešći slučaj) ili, ako izborni sustav prihvaća takve glasove, neopredijeljenim glasom.

## Nekoliko mogućih protestnih glasova
Protestni glas može poprimiti nekoliko oblika:
- glasanje za rubnog, bezvrijednog ili fikcijskog kandidata
- poništenje ili nezaokruživanje glasačkog listića
- odabir nikoga od navedenih (ni jednog kandidata) ili opcije "praznog glasa" ako ona postoji
- odabir glasa u korist različitog izbornog sustava utemeljena na Condorcetovoj metodi.

Interpretacija se svake prethodne spomenute metode razlikuje.
Ponekad osoba može rabiti još neobičnije, često ilegalne, metode protestnog glasanja. Primjeri uključuju fizičko uništenje glasačkog listića (na primjer, kidanje ili jedenje glasačkog listića), moljenje drugih ljudi da glasuju umjesto njih ili prodaja vlastita glasačkog listića (na primjer, ponuda vlastita glasa na dražbenim mjestima).

## Više informacija
- apstinencija
- glas nepovjerenja
- popis demokratskih i izbornih tema
- nitko od navedenih (kada se neispunjeni glasački listići priznaju)
- poništeni glas
- magareći glas
- bojkot izbora
- politička alijenacija

## Vanjske poveznice
- glasači za nikoga od navedenih  Arhivirana inačica izvorne stranice od 2. lipnja 2004. (Wayback Machine)
- protestni glas  Arhivirana inačica izvorne stranice od 14. svibnja 2010. (Wayback Machine)